# Раневая баллистика

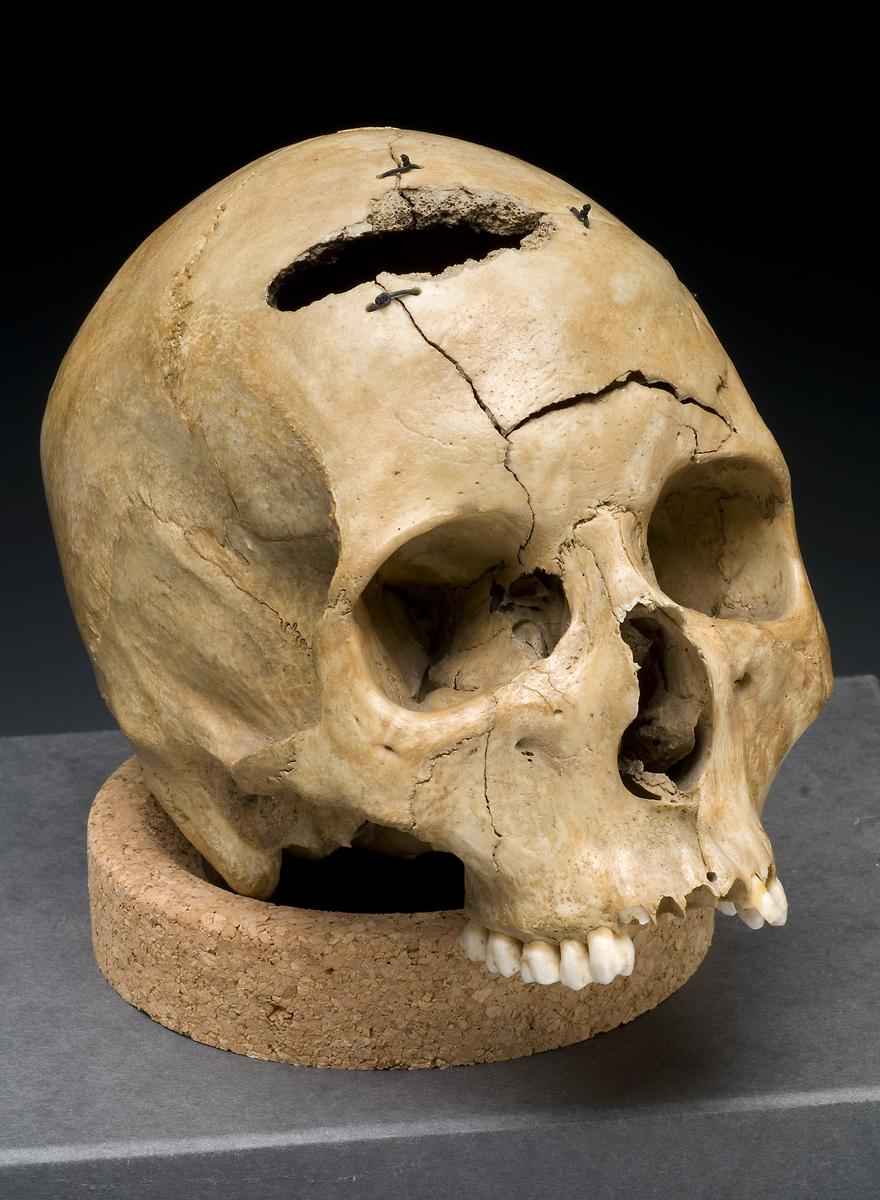
Человеческий череп с пулевым отверстием (ок. 1861—1865)

Раневая баллистика — подраздел терминальной баллистики, который изучает поведение баллистических снарядов (пуль, стрел и т. п.) при их попадании в ткани биологических объектов, исследует их поражающие эффекты и особенности формирования огнестрельных ран опираясь на медицинские и физико-технические закономерности. В историческом контексте развитие методов раневой баллистики происходит под влиянием таких дисциплин как криминалистика, военно-полевая хирургия, судебная баллистика и т. п., а её содержание складывается из результатов специальных исследовательских экспериментов и всего объёма знаний, полученных на основе хирургической и судебно-медицинской практик.
Возникновение раневой баллистики связывают с теорией ударного воздействия пуль, созданной русскими учёными В. А. Тиле, И. П. Ильиным, Е. В. Павловым и др. в конце XIX века Появление названия соотносят с публикацией в 1943 году американским учёным по имени G. Callender книги под названием «Раневая баллистика» (Wound Ballistics).

## Основная проблематика

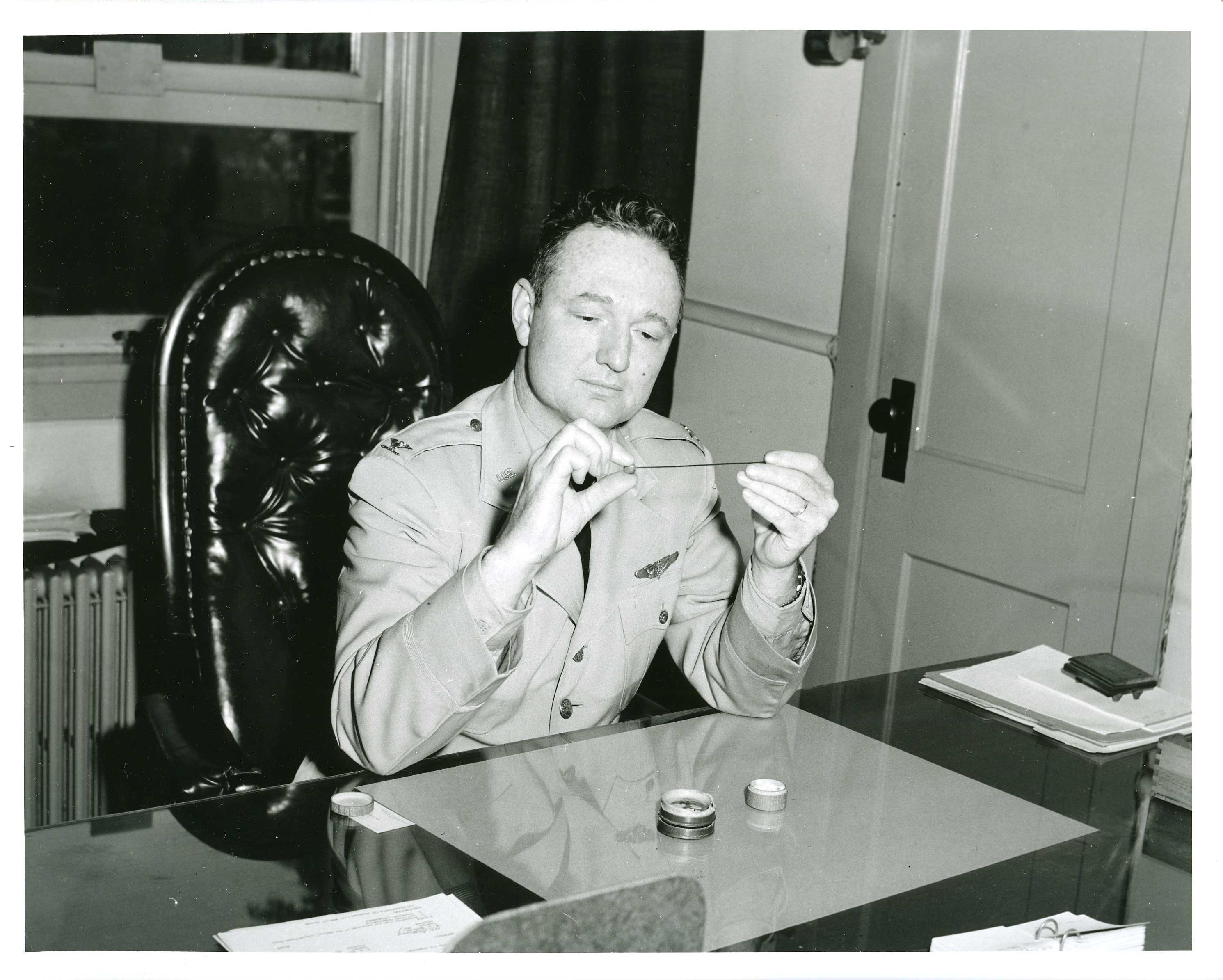
Сличение пули, которой был убит президент США Авраам Линкольн, с фрагментами черепа сохранившими следы пулевого ранения

К первоочередной сфере интересов раневой баллистики относят изучение изменения скорости ранящих снарядов и их торможения в зависимости от параметров и силы сопротивления живых тканей. 
Класс задач, связанных с закономерностями передачи ранящим снарядом тканям своей кинетической энергии, называют второй проблемой раневой баллистики. 
Изучение закономерностей развития и существования временной пульсирующей полости, а также установление связей между её размерами и кинетикой поражающего снаряда является третьей проблемой раневой баллистики.